# Cách mạng kỹ thuật quân sự
Cách mạng kỹ thuật quân sự là bước nhảy vọt về chất trong quá trình phát triển các phương tiện kỹ thuật quân sự nhờ ứng dụng các thành tựu mới của khoa học và công nghệ, dẫn tới những thay đổi sâu sắc về hiệu quả chiến đấu và nghệ thuật quân sự.
Trong lịch sử quân sự đã có một số cuộc cách mạng kỹ thuật quân sự với quy mô khác nhau: chuyển từ vũ khí lạnh sang hỏa khí (do phát minh ra thuốc phóng); xuất hiện và ứng dụng vũ khí hạt nhân (do phát minh ra phản ứng hạt nhân)... Cuộc cách mạng kỹ thuật quân sự hiện đại dựa trên những thành tựu mới nhất của khoa học và công nghệ trong các lĩnh vực vật lí, hóa học, vật liệu học, điều khiển, sinh học, năng lượng, điện tử, công nghệ thông tin, du hành vũ trụ... tạo ra các hệ vũ khí và trang bị mới có chất lượng và hiệu quả cao hơn trước nhiều lần. Các thành tựu mới tiêu biểu của khoa học và công nghệ thể hiện đậm nét tập trung vào sự thay đổi hệ thống công nghệ.

## Những biến đổi
Trong lịch sử công nghệ, hệ thống công nghệ đã trải qua 3 lần biến đổi (chủ yếu xảy ra ở các nước phương Tây), lần thứ nhất trong thời gian từ thế kỷ 11 đến thế kỷ 13, lần thứ hai vào cuối thế kỷ 18 và thế kỷ 19 và lần thứ ba bắt đầu từ giữa thế kỷ 20 và hiện còn đang tiếp diễn. 
Những biến đổi đó ảnh hưởng đến các yếu tố cơ bản trong những hoạt động của con người: sự sống, vật liệu, các tài nguyên (chủ yếu là năng lượng) và sự cấu trúc hóa thời gian (hay xử lí thông tin). Bốn yếu tố này được gọi là 4 cực của hệ thống công nghệ, sự tiến hóa của chúng diễn ra theo chiều hướng ngày càng tinh vi và phức tạp. Trong hệ thống công nghệ, nổi lên 4 lĩnh vực chủ yếu: công nghệ thông tin, vật liệu, công nghệ sinh học và năng lượng mới. Ngoài ra, còn 2 lĩnh vực công nghệ có tính bao trùm đối với toàn bộ hệ thống công nghệ: công nghệ vũ trụ và công nghệ bền vững. 
Những bước tiến trong khoa học, công nghệ từ thế kỷ 11 đến thế kỷ 13 là phát minh ra công cụ (cối xay) chạy bằng nước và được sử dụng trong nhiều hoạt động khác nhau, sắt là vật liệu được dùng phổ biến trong tất cả các lĩnh vực, đặc biệt trong quân sự và cuối cùng là sự đột biến có liên quan đến thời gian và nhịp độ lao động. Nhờ sự ra đời của các đồng hồ dùng chỉ giờ, cuộc sống được sắp xếp theo phân chia thời gian. 
Biến đổi lớn thứ hai đã diễn ra mạnh mẽ từ thế kỷ 18 cho đến thế kỷ 20 là: sắt nhường chỗ cho thép và xi măng; năng lượng nước được thay bằng năng lượng của máy hơi nước; các vi sinh vật được sử dụng trong nông nghiệp cũng như trong y học; thời gian được đo bằng đồng hồ bấm giây với những hệ quả như sự ra đời cách quản lí Taylor hợp lí hóa các động tác lao động. 
Sự biến đổi thứ ba là từ thép và xi măng đã chuyển dần sang thế giới của rất nhiều vật liệu khác nhau có thể thay thế nhau. Về năng lượng, không phải chỉ sử dụng một dạng nhất định mà là “hỗn hợp” bao gồm dầu, khí, than, hạt nhân, địa nhiệt… Nhờ kĩ thuật gen, các tế bào và vi khuẩn đã được biến thành những nhà máy sản xuất ra các sản phẩm mong muốn hoặc dùng để thay đổi các sản phẩm phục vụ lợi ích của con người. Sự cấu trúc thời gian đã phát triển tới mức rất tinh vi: lĩnh vực nano giây (10-9 giây) sự cấu trúc hóa này ngày nay đã trở thành đồng nhất với một hoạt động vô cùng rộng lớn của con người: xử lí thông tin. Sự thay đổi trên đã kéo theo những thay đổi về chất trong các hệ thống kinh tế, xã hội và văn hóa, nhất là trong quân sự. 

## Đặc điểm
Lịch sử tiến hóa của loài người đã chỉ ra: sự phát triển của vũ khí, trang bị kỹ thuật quân sự phụ thuộc vào phương thức sản xuất và đặc biệt vào trình độ phát triển của lực lượng sản xuất, gắn liền với lịch sử văn minh của loài người. Tốc độ phát triển nhanh hay chậm của từng thời kì phụ thuộc vào trình độ khoa học và công nghệ. Việc phát minh ra những quy luật vật lí, hóa học và các nguồn năng lượng mới dẫn tới sự xuất hiện các chủng loại vũ khí, trang bị kĩ thuật mới có hiệu quả to lớn hơn, đồng thời cho phép thay đổi nghệ thuật tác chiến trong chiến tranh. 
Mặt khác, sự phát triển của vũ khí, trang bị kĩ thuật còn chịu ảnh hưởng trực tiếp của nghệ thuật quân sự, yêu cầu hoàn thiện hoặc nâng cao tính năng của vũ khí, trang bị kĩ thuật hiện có và nhu cầu tạo ra nhiều chủng loại vũ khí, trang bị kĩ thuật mới có nhiều tính năng vượt trội hơn. 
Ở thời kì xa xưa không có sự phân biệt giữa công cụ lao động và vũ khí. Tới thời kì đồ đá giữa, cung và tên xuất hiện; quan trọng nhất là loài người tìm ra lửa, một công cụ phương tiện sinh tồn đưa loài người thoát khỏi thời kì mông muội ăn đồ sống. 
Tiếp theo là thời kì đồ đá mới, những vũ khí mới như rìu đá, búa đá mài xuất hiện. Một bước nhảy vọt về chất là con người đã biết tạo ra vũ khí từ kim loại như đồ đồng, đặc biệt là đồ sắt, dẫn đến những bước biến đổi thực sự sâu sắc về chủng loại và hình thức của phương tiện chiến đấu; đã tạo ra công cụ quân sự chuyên dụng như kiếm, đao, mác… và hàng loạt công cụ khác bằng đồng, sau đó bằng thép. Thời kì này ở Đông Nam Á đã xuất hiện nỏ, đặc biệt là nỏ bắn được nhiều mũi tên liền một lúc (như nỏ Liên Châu), một dạng vũ khí phòng ngự lợi hại. Sau đó, xuất hiện máy bắn đá – một loại nỏ khổng lồ, tiền thân của pháo (thạch pháo).

## Thế kỷ 18–19
Tuy nhiên, cách mạng kỹ thuật quân sự chỉ được khẳng định từ khi tìm ra thuốc phóng, thuốc nổ vào đầu Công nguyên (ở Trung Quốc). Sự phát minh này đã làm thay đổi căn bản chất lượng vũ khí, chuyển từ vũ khí lạnh sang hỏa khí. Đây là giai đoạn thứ nhất của cuộc CMKTQS. 
Các loại súng, pháo, tên lửa ra đời đã được sử dụng khá phổ biến ở các nước. Đặc biệt, vào cuối thế kỷ 19, nhờ những tiến bộ trong khoa học và công nghệ, con người đã tìm ra thuốc nổ phá, thuốc phóng không khói, đã nâng cao chất lượng vũ khí lên một bước mới, đã kéo theo hàng loạt sự thay đổi (ra đời) của vũ khí về kiểu cách, tầm bắn xa và độ chính xác… 
Vào đầu thế kỷ 20, máy bay được sử dụng như một phương tiện chiến đấu mới, gắn súng máy và các loại bom trong Chiến tranh Thế giới lần thứ nhất (1914–1918), sau đó xe tăng xuất hiện cùng với pháo xe tăng (1916), pháo phòng không (1918); trên biển, ngoài pháo hạm tàu và trang bị ngư lôi, bom chìm chống tàu, máy bay hải quân còn mang theo bom và ngư lôi; xuất hiện súng phun lửa và vũ khí hóa học.

## Cuối Thế chiến 2
Giai đoạn thứ hai trong cuộc cách mạng kỹ thuật quân sự diễn ra vào cuối Chiến tranh Thế giới lần thứ hai đã xuất hiện loại vũ khí mới (vũ khí hạt nhân) như bom nguyên tử của Mỹ (1945) có sức tàn phá lớn. Các năm sau đó, các nước Liên Xô, Anh, Pháp, Trung Quốc và một số nước khác đã có bom nguyên tử. Cùng với đạn dược hạt nhân, các loại phương tiện mang vũ khí hạt nhân, như: tên lửa, máy bay, tàu chiến chuyên dụng để mang và phóng tên lửa gắn đầu đạn hạt nhân cũng được phát triển. 
Trong Chiến tranh Thế giới lần thứ hai, vũ khí khí tượng xuất hiện, những biện pháp và phương tiện nhân tạo khác nhau làm thay đổi điều kiện khí tượng tự nhiên tại một vùng không gian cục bộ nào đó theo hướng có lợi cho mình, bất lợi cho đối phương. Vũ khí khí tượng được nghiên cứu thử nghiệm từ đầu những năm 40 của thế kỷ 20, trong đó tạo ra mưa nhân tạo là sớm nhất. Trên thế giới có khoảng 94 nước tiến hành nghiên cứu và thử nghiệm loại vũ khí này, trong đó Mĩ là nước đầu tiên. Quân đội Mỹ đã tạo ra lớp mù nhân tạo dài 5 km, cao 1,6 km trên bờ sông Po của Italia, đã tạo điều kiện thuận lợi cho các đơn vị vượt sông thành công.
Vũ khí hạt nhân và các vũ khí công nghệ tiên tiến đã làm thay đổi tận gốc rễ quan điểm và phương thức tiến hành tác chiến và chiến tranh, cũng như cơ cấu tổ chức quân đội.

## Những năm 50 của thế kỷ 20
Giai đoạn thứ ba, nhờ vào cuộc Cách mạng khoa học và công nghệ đã tạo ra những thay đổi về chất đối với các loại vũ khí, trang bị kỹ thuật quân sự, đặc biệt sự phát triển nhanh các ngành công nghệ mới như công nghệ vật liệu, năng lượng, công nghệ sinh học và công nghệ điện tử – thông tin, vi điện tử… đã tạo ra sự phát triển mang tính toàn diện, hiệu quả rất lớn. 
Năm 1970, xuất hiện loại vũ khí chính xác, vũ khí hủy diệt lớn, cho phép dùng vũ khí thông thường tạo hiệu quả tương đương vũ khí hạt nhân chiến thuật. Đến năm 1980, hàng loạt phương tiện trinh sát mới ra đời… Từ đây, con người giải quyết được về cơ bản vấn đề phát hiện và định vị mục tiêu. 
Đầu những năm 90 của thế kỷ 20, phương tiện chiến đấu tàng hình được đưa vào sử dụng: máy bay, tên lửa, tàu chiến, xe tăng tàng hình… Hiện nay, các loại vũ khí thông thường được nghiên cứu, chế tạo theo nguyên lí mới tác động đến mục tiêu bằng các dạng năng lượng, như vô tuyến (vũ khí điện tử phi hạt nhân), quang lượng tử (vũ khí lade), âm thanh (vũ khí hạ âm)…
Tuy nhiên, năm 1958 Mỹ bắt đầu nghiên cứu, chế tạo loại vũ khí chùm hạt hay vũ khí năng lượng định hướng, loại vũ khí hoàn toàn mới về nguyên lí, dùng trực tiếp năng lượng cao của chùm tia để phá hủy mục tiêu, thay cho việc phóng gián tiếp các yếu tố sát thương mục tiêu. Vũ khí phi sát thương có tác dụng phá hoại phương tiện vật chất; đối với con người, tiêu diệt ý chí và năng lực hành động, vô hiệu hóa khả năng chiến đấu, làm mất năng lực lao động, thậm chí biến con người thành sinh vật mất khả năng tư duy độc lập, sống lệ thuộc vào ý chí người khác.
Cách mạng kỹ thuật quân sự đã tạo ra một tập hợp phương tiện kỹ thuật hiện đại, như các vũ khí hạt nhân, vũ khí hóa học, vũ khí sinh học, vũ khí truyền thống, vũ khí phản lực, tên lửa, mìn (trên bộ và dưới nước), ngư lôi và đặc biệt gần đây là hệ thống vũ khí, trang bị kĩ thuật công nghệ cao (uy lực lớn, chính xác, tàng hình…) đã làm thay đổi nghệ thuật tác chiến và cách thức tiến hành chiến tranh, lấy tiến công từ xa bằng hỏa lực là chủ yếu, đánh cả hậu phương và phía trước của đối phương cùng lúc và làm “mềm” chiến trường, đặc biệt là tác động tới việc tổ chức quân đội, theo hướng: gọn nhẹ, cơ động, phản ứng nhanh; nhờ vào sự phát triển của công nghệ thông tin, việc chỉ huy bộ đội theo quá trình tự động hóa, ra những quyết định hợp lí, nhanh chóng. Ba yếu tố trên đã làm thay đổi tận gốc chất lượng chiến đấu trong chiến tranh, tàn khốc hơn, mặc dù không cần phải sử dụng vũ khí giết người hàng loạt; đó là một thách thức rất lớn đối với các bên tham gia chiến tranh. 
Sự thành công trong cách mạng kỹ thuật quân sự đã thúc đẩy ngược lại cho khoa học, công nghệ phát triển, đặc biệt trong lĩnh vực ứng dụng năng lượng hạt nhân phục vụ đời sống con người (nhà máy điện nguyên tử, tàu nguyên tử phá băng, cho ngành y, nông nghiệp…); trong lĩnh vực vũ trụ, người ta đã tạo ra những động cơ phản lực cực mạnh hoặc trong lĩnh vực người máy công nghiệp và hình thành ngành công nghiệp hóa nổ phục vụ khai khoáng…